# Excalibur (Grave Digger)
Excalibur è il nono album in studio del gruppo musicale power metal tedesco Grave Digger, pubblicato nel 1999 dalla GUN Records.

## Il disco
Si tratta di un concept album sulla leggenda di Re Artù e i Cavalieri della Tavola rotonda.

## Tracce
1. The Secrets of Merlin – 2:38
2. Uther Pendragon – 4:21
3. Excalibur – 4:46
4. The Round Table (Forever) – 5:10
5. Morgane le Fay – 5:16
6. The Spell – 4:39
7. Tristan's Fate – 3:39
8. Lancelot – 4:45
9. Mordred's Song – 4:01
10. The Final War – 4:02
11. Emerald Eyes – 4:05
12. Avalon – 5:50
13. Parcival – 4:59 (Limited Edition Digipak)

## Formazione
- Chris Boltendahl - voce
- Uwe Lulis - chitarra
- Jens Becker - basso
- Stefan Arnold - batteria
- H.P. Katzenburg - tastiere